# Lamalou-les-Bains
Lamalou-les-Bains is een gemeente in het Franse departement Hérault (regio Occitanie). De plaats maakt deel uit van het arrondissement Béziers. Lamalou-les-Bains telde op 1 januari 2022 2.421 inwoners.

## Geografie
De oppervlakte van Lamalou-les-Bains bedroeg op 1 januari 2022 6,18 vierkante kilometer; de bevolkingsdichtheid was toen 391,7 inwoners per km².

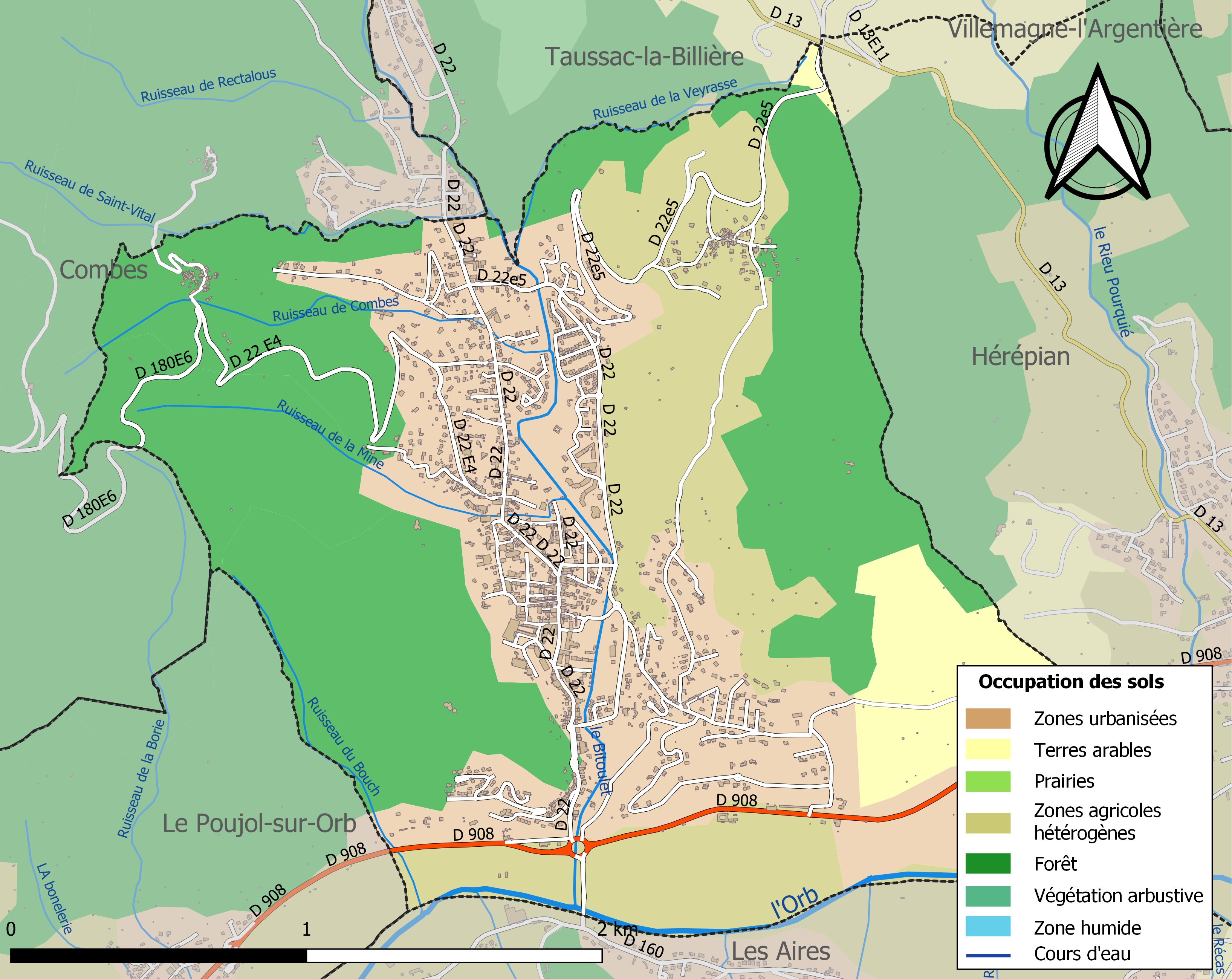
Kaart van de gemeente met belangrijkste infrastructuur, bodemgebruik en omliggende gemeenten

## Demografie
Onderstaande figuur toont het verloop van het inwonertal (bron: INSEE-tellingen).